# Stanowice (Strzegom)

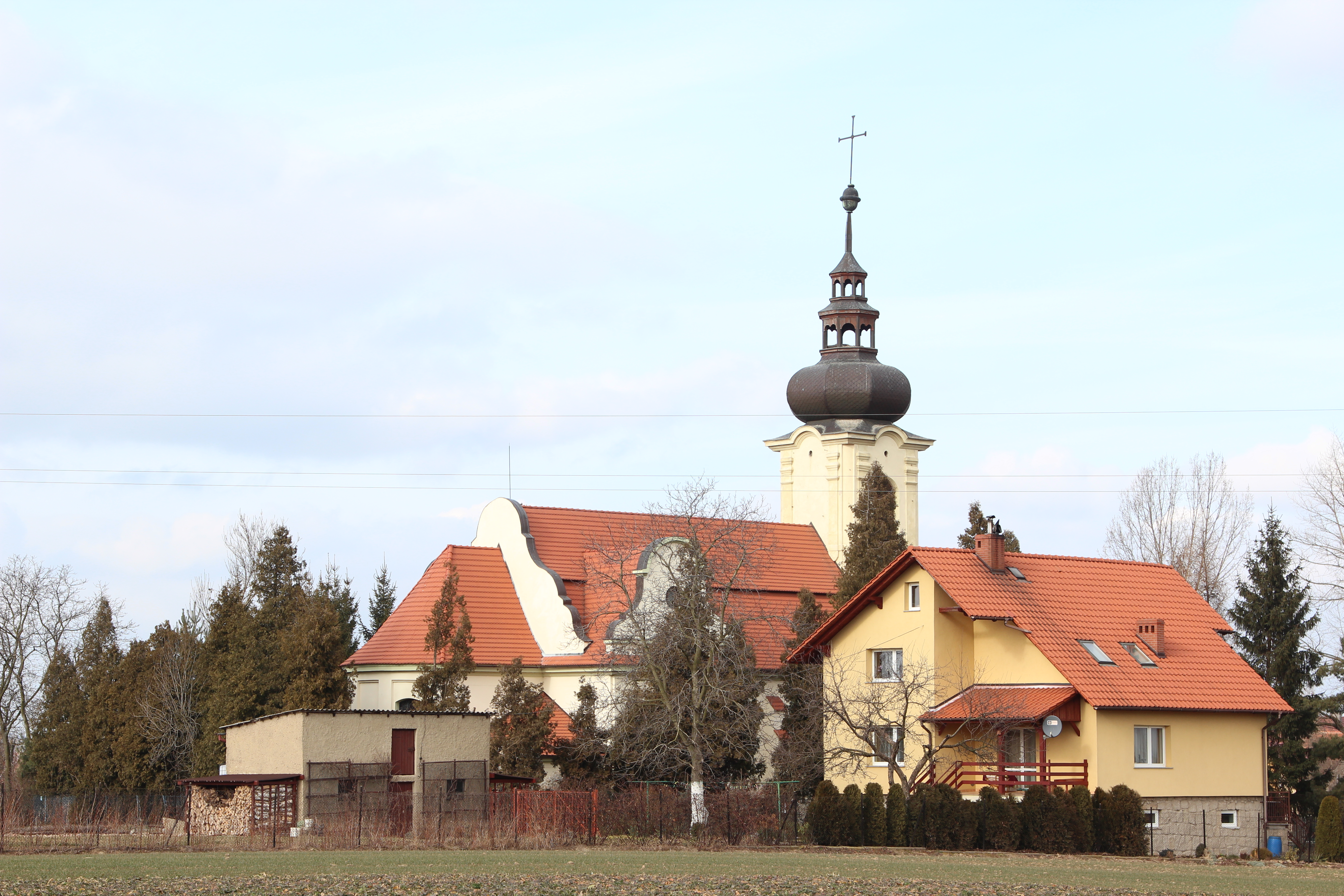
Herz-Jesu-Kirche

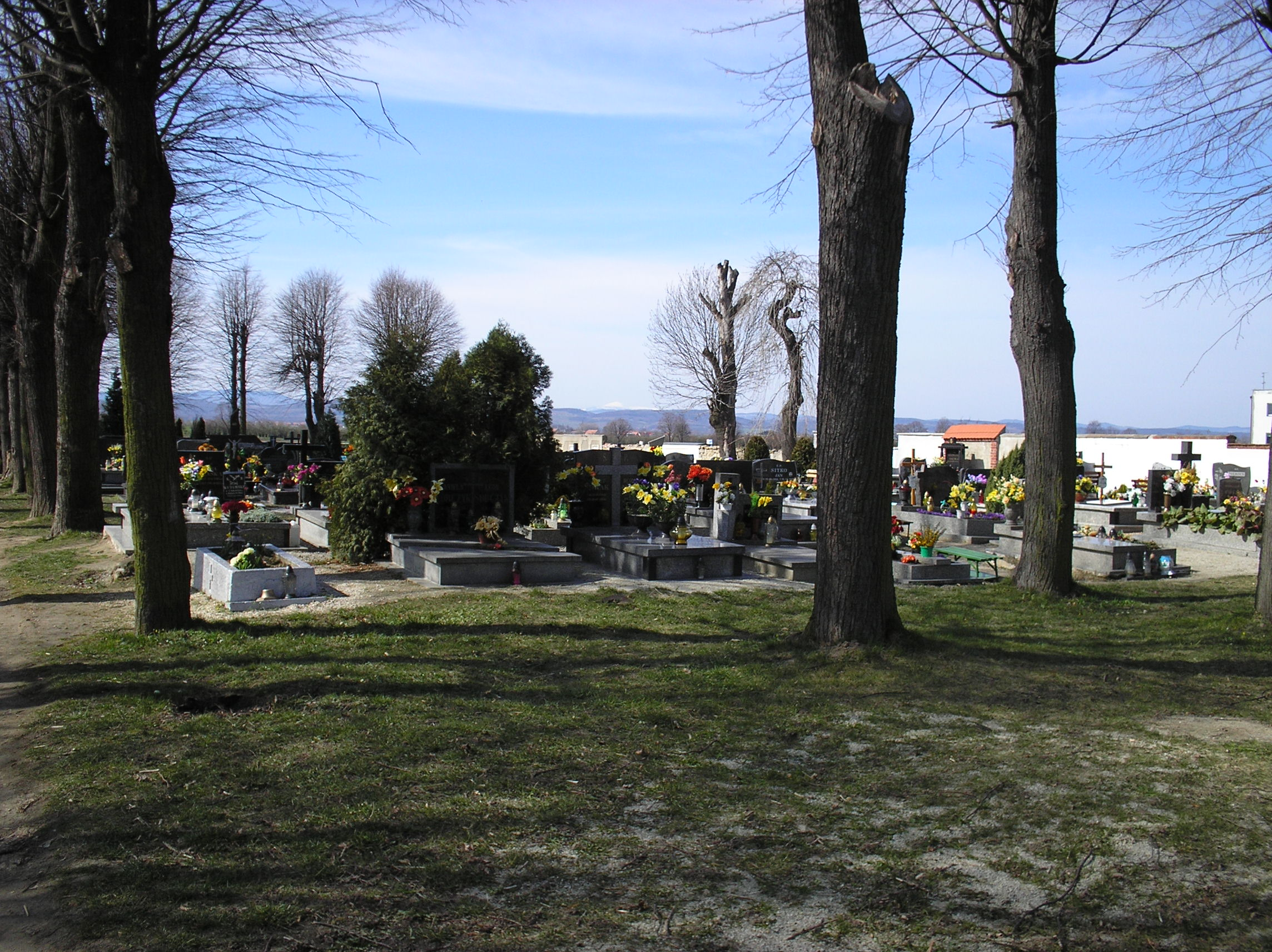
Friedhof

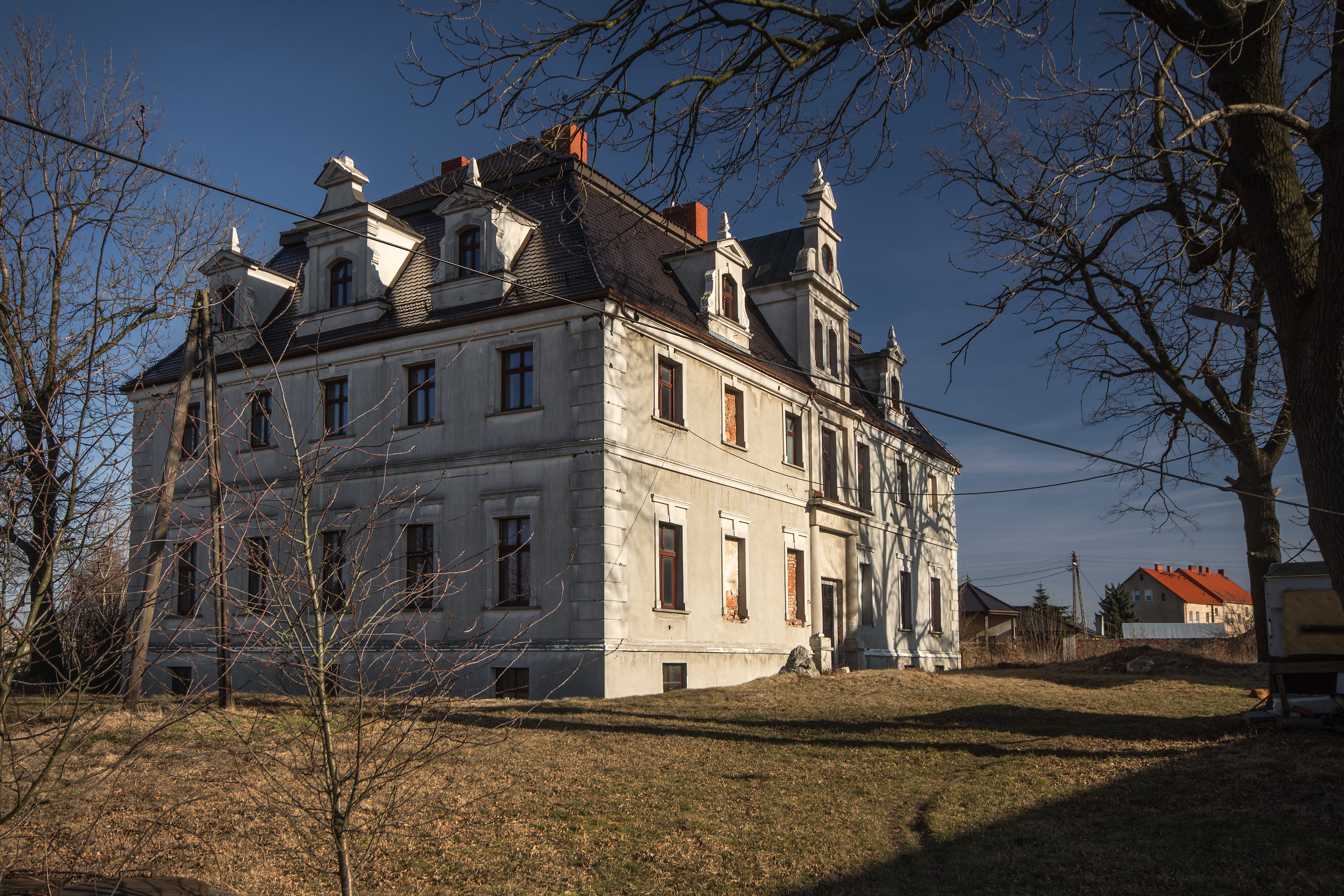
Schloss Stanowitz

Stanowice (deutsch Stanowitz, vormals auch Stannowitz, 1937–1945 Standorf) ist ein Ort in der Stadt- und Landgemeinde Strzegom (Striegau) im Powiat Świdnicki der Woiwodschaft Niederschlesien in Polen.

## Lage
Stanowice liegt ca. vier Kilometer südöstlich von Strzegom (Striegau) und elf Kilometer nördlich von Swidnica (Schweidnitz). Nachbarorte sind Międzyrzecze (Haidau) im Norden, Stawiska (Teichau) im Westen, Pasieczna im Südosten, Czechy (Tschechen) im Osten. 

## Geschichte
„Stanewicz“ wurde 1307 in einem Dokument erwähnt. Nach dem Tod des Herzogs Bolko II. fiel es zusammen mit dem Herzogtum Schweidnitz erbrechtlich an die Krone Böhmen, wobei Bolkos II. Witwe Agnes von Habsburg bis zu ihrem Tod 1392 ein Nießbrauch zustand.
Besitzer von Stanowitz waren: 1551 Ritter Dipprant von Reichenbach, der es zusammen mit seinem Sohn Georg, genannt von Rogau, an Hans von Czirn auf Simsdorf verkaufte, in dessen Familie es ein halbes Jahrhundert verblieb. Laut einer Urkunde vom 19. Jahrhundert 1662 war Stanowitz damals mit dem Burglehn in Striegau verbunden. Die Burg soll bereits während des Dreißigjährigen Krieges zerstört worden sein. 1662 tauschte Caspar von Czirn und dessen Söhne das Burglehen gegen den Kretscham von Stanowitz. 1697 wurden Ober- und Nieder-Stanowitz an den Landeshauptmann des Fürstentums Schweidnitz-Jauer Graf Sinzendorf verpfändet. Mittel- und Nieder-Stanowitz gelangten 1713 an die Freiherren von von Stosch, denen 1726 an die Freiherren von Kalckreuth und 1729 die Familie Wagner von Wagenhoff folgten.
Nach dem Ersten Schlesischen Krieg fiel Stanowitz mit dem größten Teil Schlesiens 1741/42 an Preußen. 1763 wurde ein Anteil von Stanowitz für 45.000 Taler an einen Freiherrn von Arnold veräußert. 1810/12 erwarb Christian Ferdinand Freiherr von Richthofen (1743–1813) Ober-Stanowitz von einer Erbengemeinschaft. 1845 zählte das Dorf in drei Anteile gegliedert:
1. Königlich-Stanowitz, im Besitz des königlichen Rentamtes Striegau, davor bis zur Säkularisation 1810 teils dem Striegauer Jungfernstift, teils der Malteserkommende gehörend, 25 Häuser, 192 Einwohner (38 evangelisch), ein Wirtshaus, fünf Handwerker, drei Krämer und 88 Rinder.
2. Mittel- und Nieder-Stanowitz, im Besitz der Erben des Grafen von Maltzan, 74 Häuser, ein Schloss, ein Vorwerk, ein Zollhaus, 540 Einwohner (207 katholisch), eine 1768 gegründete evangelische Schule mit einem Lehrer, eine katholische Schule mit einem Lehrer, eine Wassermühle mit drei Einwohnern, eine Tuchwalke und 15 Handwerker.
3. Ober-Stanowitz im Besitz Wilhelm von Hochberg, bis zur Säkularisation teils dem Jungfernstift, teils der Malteserkommende gehörend; 46 Häuser, ein Schloss, ein Vorwerk mit Brauerei und Brennerei, 323 Einwohner (127 katholisch), eine Windmühle, drei Wirtshäuser, 14 Handwerker und zwei Händler.

Stonwitz gehörte bis 1932 zum Landkreis Striegau und darauf bis 1945 zum Landkreis Schweidnitz. 1937 wurde es in Standorf umbenannt. Als Folge des Zweiten Weltkriegs fiel Standorf 1945 mit dem größten Teil Schlesiens an Polen. Nachfolgend wurde es in Stanowice umbenannt. Die deutschen Einwohner wurden – soweit sie nicht vorher geflohen waren – vertrieben. Die neu angesiedelten Bewohner stammten teilweise aus Ostpolen, das an die Sowjetunion gefallen war.
Von 1975 bis 1998 gehörte Stanowice zur Woiwodschaft Wałbrzych. Seit 1998 gehört es zur Woiwodschaft Niederschlesien.

## Sehenswürdigkeiten
- Römisch-katholische Filialkirche Herz Jesu[3]
- Die 1911 errichtete evangelische Kirche wurde in den 1960er Jahren abgerissen.[4]
- Schloss Stanowitz[5]

## Söhne des Ortes
- Carl Wagener (Offizier) (1901–1988), deutscher Generalmajor